# كلاين فيشيرورن
كلاين فيشيرورن (بالإنجليزية: Klein Fiescherhorn)‏ هو أحد جبال سلسلة جبال الألب البرنية وجزء من القمة الأم يقع في كانتون برن وكانتون فاليز، سويسرا. يبلغ ارتفاع الجبل حوالي 3895 متر، بينما يبلغ ارتفاع نتوء الجبل 65 متر.